# Joana d'Empúries
Joana d'Aragó i de Tàrent (1330 - Toledo 1395), infanta d'Empúries.

## Orígens familiars
Filla gran del comte Ramon Berenguer I d'Empúries i Blanca de Tàrent. Era neta per línia paterna del comte-rei Jaume el Just i Blanca de Nàpols.
Fou germana gran del comte d'Empúries i 5è President de la Generalitat de Catalunya Joan I d'Empúries.

## Núpcies i descendents
El 1346 es casà a Castelló d'Empúries amb Ferran Manuel, fill de Joan Manuel de Castella. D'aquest matrimoni en nasqué una filla, que heredà els títols del seu pare:
- la infanta Blanca Manuel (d 1348-1361), senyora d'Escalona, Villena i Peñafiel